# Lill-Storsjöavan
Lill-Storsjöavan är en sjö i Bergs kommun i Jämtland och ingår i Ljungans huvudavrinningsområde.